# Жискаро
Жискаро (фр. Giscaro) насеље је и општина у јужној Француској у региону Миди Пирене, у департману Жерс која припада префектури Ош.
По подацима из 2011. године у општини је живело 84 становника, а густина насељености је износила 15,56 становника/km². Општина се простире на површини од 5,4 km². Налази се на средњој надморској висини од 200 метара (максималној 251 m, а минималној 175 m).

## Демографија
| 1962. | 1968. | 1975. | 1982. | 1990. | 1999. | 2011. |
| ----- | ----- | ----- | ----- | ----- | ----- | ----- |
| 95    | 96    | 100   | 76    | 78    | 67    | 84    |

График промене броја становника у току последњих година